# Wijdemeren

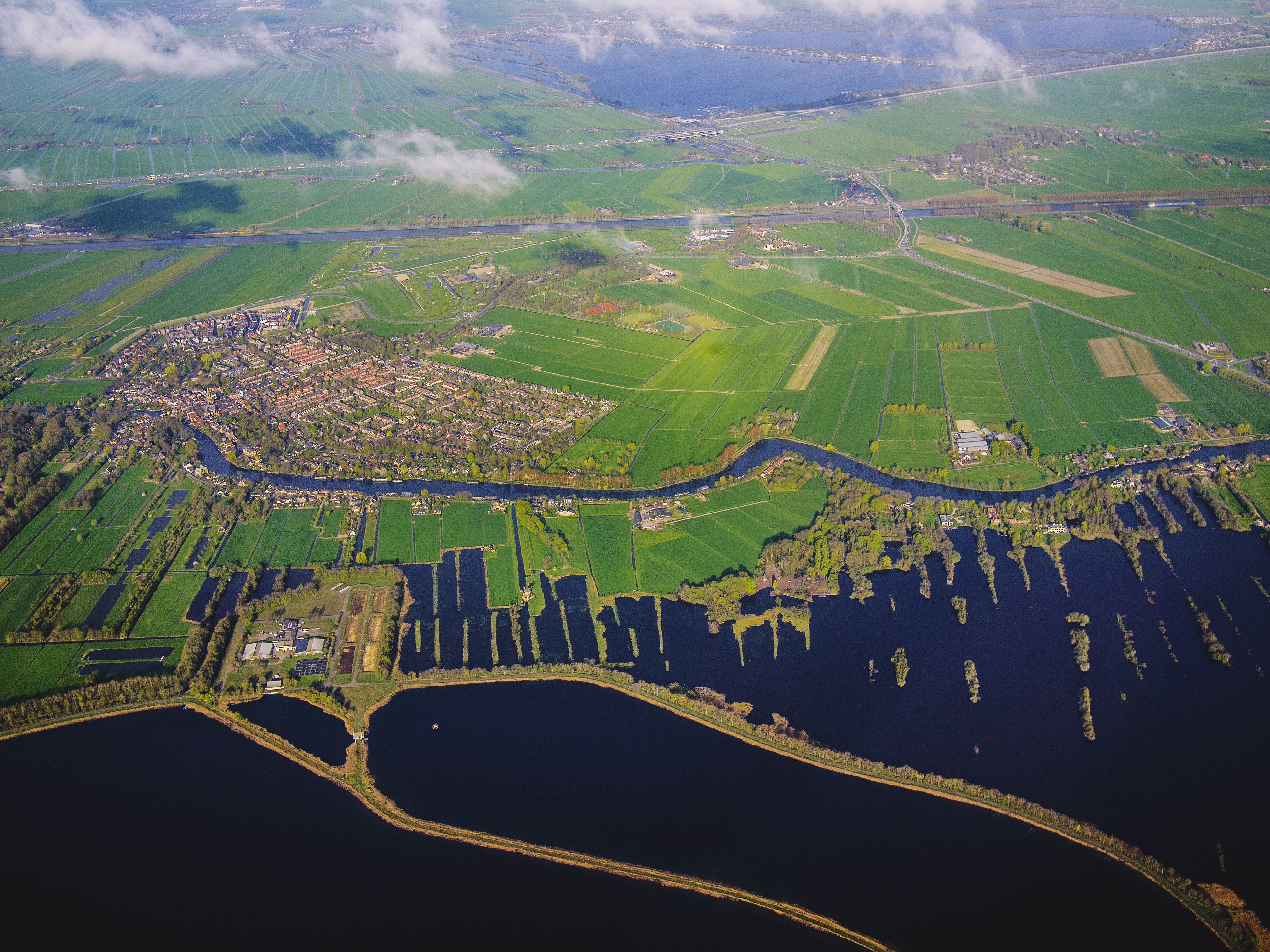

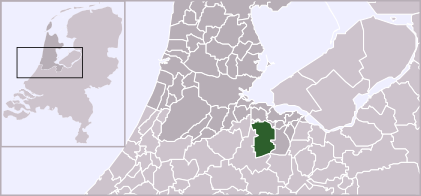
Wijdemerens läge

Wijdemeren är en kommun i provinsen Noord-Holland i Nederländerna. Kommunens totala area är 76,55 km² (där 28,53 km² är vatten) och invånarantalet är på 23 333 invånare (2004).